# توم ميريت
توم ميريت (بالإنجليزية: Tom Merritt)‏ هو مدون صوتي وكاتب أمريكي، ولد في 28 يونيو 1970 في غرينفيل في الولايات المتحدة.

## وصلات خارجية
- الموقع الرسمي
- توم ميريت على موقع IMDb (الإنجليزية)
- توم ميريت على موقع ميوزك برينز (الإنجليزية)
- توم ميريت على موقع قاعدة بيانات الفيلم (الإنجليزية)